# Holving
Holving és un municipi francès, situat al departament del Mosel·la i a la regió del Gran Est. L'any 2007 tenia 1.167 habitants.

## Demografia

### Població
El 2007 la població de fet de Holving era de 1.167 persones. Hi havia 442 famílies, de les quals 86 eren unipersonals (41 homes vivint sols i 45 dones vivint soles), 170 parelles sense fills, 174 parelles amb fills i 12 famílies monoparentals amb fills.
La població ha evolucionat segons el següent gràfic:
Habitants censats

### Habitatges
El 2007 hi havia 845 habitatges, 455 eren l'habitatge principal de la família, 371 eren segones residències i 18 estaven desocupats. 830 eren cases i 13 eren apartaments. Dels 455 habitatges principals, 400 estaven ocupats pels seus propietaris, 31 estaven llogats i ocupats pels llogaters i 23 estaven cedits a títol gratuït; 1 tenia una cambra, 10 en tenien dues, 51 en tenien tres, 93 en tenien quatre i 300 en tenien cinc o més. 420 habitatges disposaven pel capbaix d'una plaça de pàrquing. A 196 habitatges hi havia un automòbil i a 228 n'hi havia dos o més.

### Piràmide de població
La piràmide de població per edats i sexe el 2009 era:
| Homes | Edats   | Dones |
| ----- | ------- | ----- |
| 0     | 95 o +  | 0     |
| 0     | 90 a 94 | 8     |
| 8     | 85 a 89 | 12    |
| 4     | 80 a 84 | 8     |
| 20    | 75 a 79 | 36    |
| 32    | 70 a 74 | 24    |
| 32    | 65 a 69 | 40    |
| 20    | 60 a 64 | 16    |
| 44    | 55 a 59 | 28    |
| 40    | 50 a 54 | 40    |
| 24    | 45 a 49 | 44    |
| 60    | 40 a 44 | 44    |
| 36    | 35 a 39 | 48    |
| 32    | 30 a 34 | 28    |
| 28    | 25 a 29 | 24    |
| 20    | 20 a 24 | 24    |
| 28    | 15 a 19 | 24    |
| 36    | 10 a 14 | 32    |
| 20    | 5 a 9   | 24    |
| 16    | 0 a 4   | 20    |

## Economia
El 2007 la població en edat de treballar era de 780 persones, 528 eren actives i 252 eren inactives. De les 528 persones actives 475 estaven ocupades (261 homes i 214 dones) i 52 estaven aturades (21 homes i 31 dones). De les 252 persones inactives 82 estaven jubilades, 58 estaven estudiant i 112 estaven classificades com a «altres inactius».

### Ingressos
El 2009 a Holving hi havia 510 unitats fiscals que integraven 1.278 persones, la mediana anual d'ingressos fiscals per persona era de 18.410 €.

### Activitats econòmiques
Dels 26 establiments que hi havia el 2007, 1 era d'una empresa extractiva, 2 d'empreses de fabricació d'altres productes industrials, 5 d'empreses de construcció, 2 d'empreses de comerç i reparació d'automòbils, 1 d'una empresa de transport, 4 d'empreses d'hostatgeria i restauració, 1 d'una empresa financera, 2 d'empreses immobiliàries, 3 d'empreses de serveis, 2 d'entitats de l'administració pública i 3 d'empreses classificades com a «altres activitats de serveis».
Dels 6 establiments de servei als particulars que hi havia el 2009, 1 era una oficina bancària, 1 paleta, 2 guixaires pintors, 1 electricista i 1 restaurant.
L'any 2000 a Holving hi havia 13 explotacions agrícoles que ocupaven un total de 296 hectàrees.

## Equipaments sanitaris i escolars
El 2009 hi havia 1 escola maternal i 1 escola elemental.

## Poblacions més properes
El següent diagrama mostra les poblacions més properes.